# پرواز (فیلم ۱۹۲۹)
پرواز (انگلیسی: Flight) فیلمی آمریکایی در ژانر ماجراجویی به کارگردانی فرانک کاپرا است که در سال ۱۹۲۹ میلادی منتشر شد.